# Literatura de Corea del Sur
Véase también Cultura de Corea del Sur, Literatura de Corea hasta 1945 y Literatura de Corea del Norte.

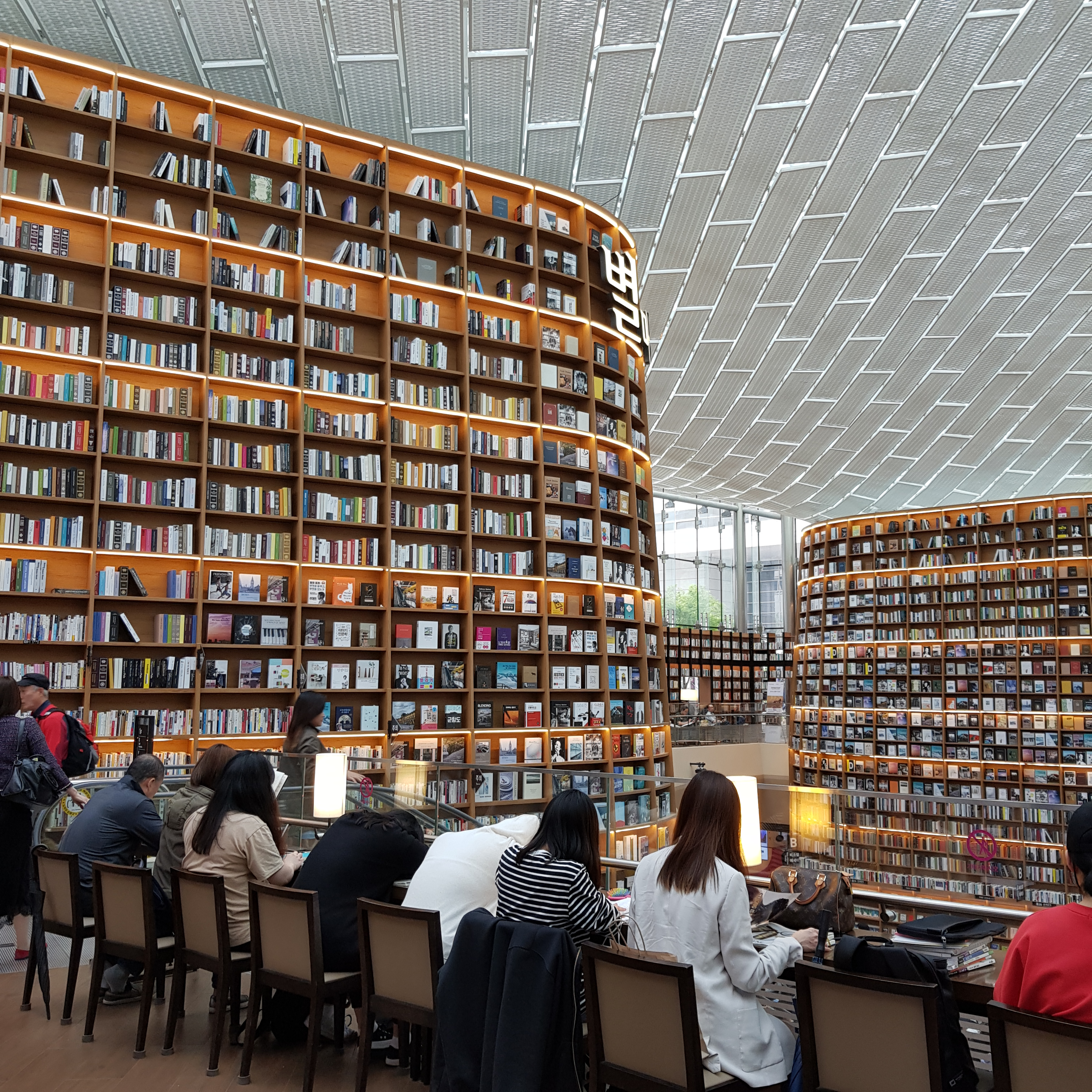
Biblioteca Byeolmadang en el centro comercial Starfield COEX de Seúl

La literatura de Corea del Sur o literatura surcoreana es la literatura escrita o producida en Corea del Sur tras la división del país en 1945 en Corea del Norte y Corea del Sur. La literatura surcoreana está escrita principalmente en idioma coreano, aunque algunos autores escriben también en lenguas como el inglés o el chino.

## Literatura por género

### Ficción
A veces llamada "literatura pura", la mayoría de los autores traducidos por el Instituto de Traducción Literaria de Corea entran dentro de esta categoría. La terminología es a menudo criticada y es un tema constante de discusión en la literatura de Corea del Sur. Algunos de los escritores de ficción surcoreanos más conocidos son:
 
También hay escritores coreano-estadounidenses que escriben en coreano, como por ejemplo Kim Yong-ik.

### Ficción popular o de consumo
Este término, la ficción popular o literatura de consumo, se define como las obras destinadas al mercado de masas, o como un opuesto de la literatura pura . Esta terminología proviene de la palabra japonesa equivalente.  Pero desde principios de 2000, la distinción entre mainstream y pop se volvió tenue, y algunos autores mainstream como Gu Byeong-mo o Chung Serang son bien recibidos en ambos géneros, y hay una clara tendencia de los autores a negarse a definirse como autores de "literatura pura". 

#### Novela histórica
La ficción histórica, o ficción histórica alternativa, es uno de los géneros más vendidos en Corea del Sur. Para obras más serias, autores como Jo Jung-rae y Park Wan-suh entran en esta categoría. Para obras más ligeras, Kim Jin-myung, el autor de La rosa de Sharon vuelve a florecer, es uno de los escritores más vendidos. La ficción histórica de Corea del Sur a menudo cubre el período Joseon y la era colonial. Las novelas de Lee In-hwi a menudo describen cuestiones históricas de los derechos laborales en Corea del Sur en las décadas de 1980 y 1990. 

#### Fantasía
Algunos ejemplos de escritores de fantasía surcoreanos y sus obras incluyen:
- Lee Yeongdo (b. 1972): Dragon Raja
- Jeon Min-hee:  Children of the Rune
- Lee Woo-hyouk: ko (퇴마록 (en hanja, 退魔錄))
- Kim Sang-hyun: Tamguroo (탐그루 ())
- Kim Chulgon: The Dragon Lady (드래곤 레이디 ())
- Hong Jeonghoon: The Rogue (더 로그 ())
- Ha Jieun: Tower of Ice Tree (얼음나무 숲 ())
- Bang Jina
- Min Soyeong: The Tower of Storm (폭풍의 탑 ())

#### Ciencia ficción
Algunos ejemplos de escritores de ciencia ficción surcoreanos y sus obras incluyen:
- Djuna
  - Counterweight (평형추 ()), 2021
- Bae Myung Hoon
- Kim Ewhan
- Kim Bo-young
- Jeong Soyeon

### Ensayistas
Entre los ensayistas de no ficción se incluye Chang Young-hee .

### Poesía
Lista de poetas de lengua coreana
Entre los poetas modernos notables se incluyen Moon Deok-soo (문덕수, 文德守, n. 1928),  Choi Nam-son (1890-1957)  y Kim Sowol,  Ki Hyung-do y Chon Sang-pyong .

## Premios literarios de Corea del Sur
- Premios Daesan de literatura
- Premio literario Dong-in
- Premio literario Hankook Ilbo
- Premios Hyundae Munhak
- Premio de literatura Jeong Jiyong
- Premio Manhae de Literatura
- Premio literario Midang
- Premio Park Kyong-ni
- Premio de poesía Sowol
- Premio de la Sociedad de Poetas de Corea
- Premio literario Yi Sang
- Premio literario Yook Woo Dang